# 晏子內親王
晏子内親王（？—900年8月29日），為日本平安時代的皇族。伊勢齋宮。文德天皇第1皇女。母更衣藤原列子。
嘉祥3年（850年）7月，出任伊勢齋宮，仁壽元年（851年）8月進入野宮齋戒。仁壽2年（852年）9月正式前往伊勢任職（稱群行）。天安2年（858年）9月，因父親文德天皇崩御而退下齋宮一職。昌泰3年8月29日逝世。